# Mario Vieira de Mello

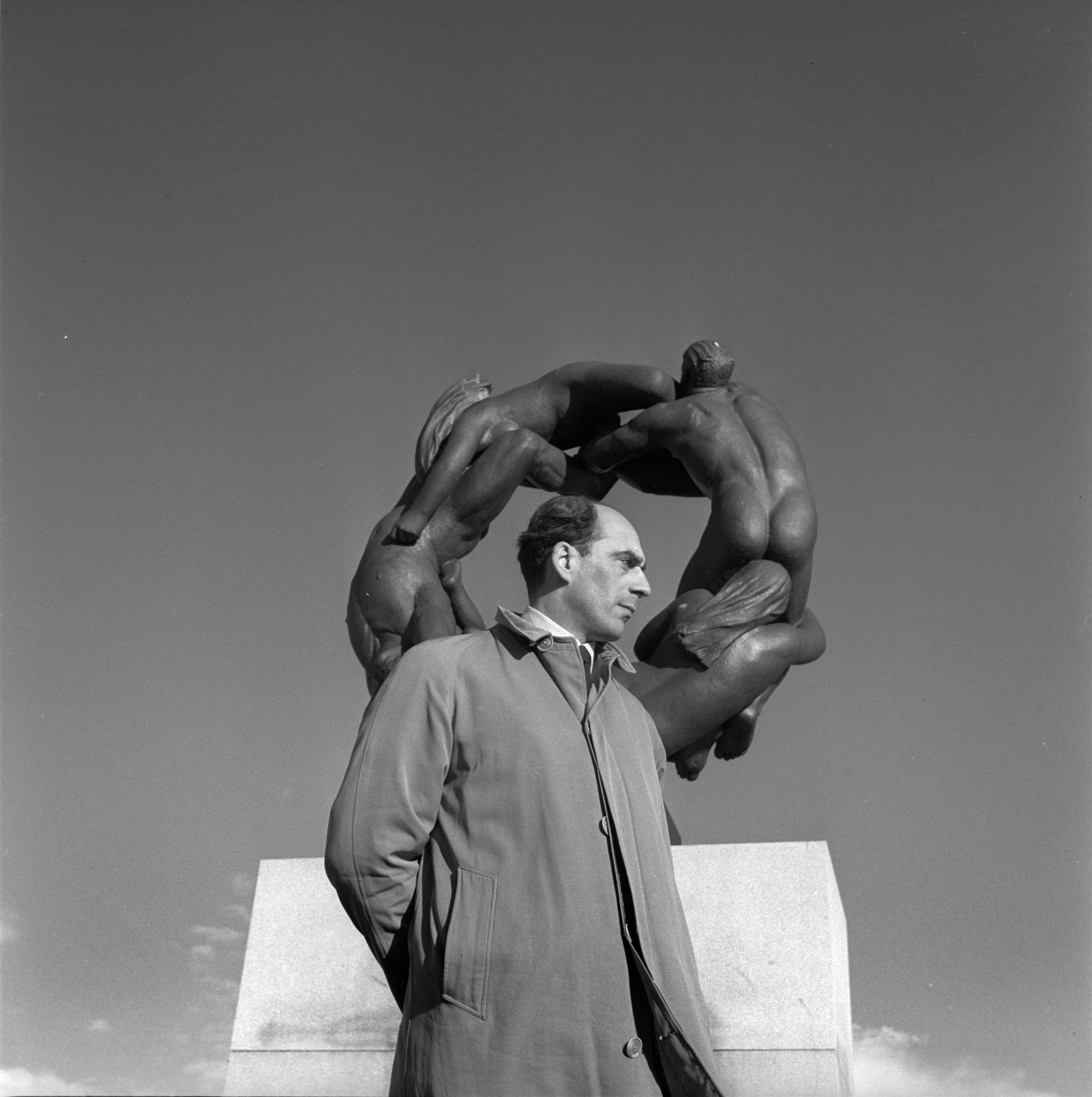
Mario Viera de Mello

Mario Vieira de Mello (Newcastle, 26 de maio de 1912 - 30 de março de 2006) foi um diplomata e pensador brasileiro. Escreveu seis livros, os quais abordam temas como Filosofia, Política, Educação e Cultura Brasileira. Foi embaixador em Gana, Guatemala e Hungria, além de representante brasileiro na UNESCO. De maneira pioneira, alertou para a falta de senso ético na produção cultural brasileira. Sua tese foi posteriormente desenvolvida por José Guilherme Merquior, no livro Saudades do Carnaval, e Olavo de Carvalho, na obra O Futuro do Pensamento Brasileiro.

## Vida e Carreira Diplomática
Filho do diplomata Américo Vieira de Mello e de Elvira Uchoa de Cavalcanti, Mario foi aprovado no concurso para o Itamaraty em 1939, sendo nomeado terceiro secretário por Getúlio Vargas ainda no mesmo ano. Entre 1942 e 1946, atuou em vários países europeus. Ainda em 1942, participou como auxiliar da III Reunião de Consulta dos Ministros das Relações Exteriores das Américas, realizada no Rio de Janeiro, que tinha como objetivo coordenar a posição dos países do hemisfério na Segunda Guerra Mundial. Em 1952, casou-se com Dorothea Ludovica Juliana Ramsay, de origem finlandesa. Entre 1962 e 1966, serviu como parte do corpo diplomático brasileiro junto à UNESCO em Paris. Na cidade francesa, em 1963, casou-se com Elizabeth Maria Galotti, com quem teria sua única filha: Maria Elvira Galloti Vieira de Mello. Em março de 1968, é nomeado Embaixador em Gana pelo presidente Médici. Em 1970, é removido para Guatemala, onde é agraciado com a Grã-Cruz da ordem do Quetzal pelo ministro das relações exteriores daquele país. Em 1974, é promovido a Ministro de 1ª classe e assume o seu último posto, o de embaixador na Hungria. Aposenta-se em 1977, após quase 38 anos de carreira diplomática. Morreu em 30 de março de 2006 aos 93 anos. 

## Pensamento e Obra
Mario deplorava o irracionalismo da volubilidade romântica e o responsabilizava pela falta de princípios éticos transcendentais na formação das elites brasileiras e pelo excessivo esteticismo da cultura nacional. Para Mario, até mesmo o Modernismo era uma corrente cultural excessivamente esteticista, com a única diferença de que sua estética era negativa. Para o autor, a falta de princípios éticos criou um campo fértil para a proliferação de ideias marxistas no Brasil, pois os pensadores de esquerda estavam desobrigados a prestar esclarecimentos sobre suas próprias convicções morais. Hélio Jaguaribe, por exemplo, ao sustentar sua filosofia com base nos princípios da autenticidade e da representatividade, teria forjado um pensamento nacional descompromissado com os valores do bem e da verdade.
José Guilherme Merquior não refuta a ideia de que a tônica da produção intelectual brasileira era, desde a Independência, um espírito culturalmente esteticista e amoral. Ao sublinhar o valor parodístico dos modernistas, entretanto, Merquior afirma a importância daqueles autores na crítica à superficialidade da cultura nacional. Olavo de Carvalho classifica a obra "Desenvolvimento e Cultura" de Mario como "a mais séria tentativa de situar uma interpretação do Brasil no quadro da história geral das paideias ocidentais."
Após a obra supracitada, publicada em 1963, Mario não retornou ao tema da cultura brasileira contemporânea. Publicou, entretanto, outras 5 obras sobre Filosofia, Política e Educação. Segue uma lista de todos os livros publicados pelo autor:
- Desenvolvimento e Cultura: O Problema do Estetismo no Brasil. 1963.
- O Conceito para uma Educação de Cultura no Brasil. 1986.
- Nietzsche - O Sócrates de nossos tempos. 1993.
- O Cidadão. 1994.
- O Humanista. 1996.
- O Homem Curioso. 2001.